# Попов, Замфир
Замфир Попов (настоящие имя и фамилия — Замфир Попангелов Цветков) (27 октября 1894, село Гушанцы, Княжество Болгария (ныне Замфирово, Монтанская область, Болгария) — 29 июня 1925) — болгарский революционер, член БКП, участник Сентябрьского восстания 1923 года, соратник лидера Болгарской компартии Г. Димитрова.

## Биография
Окончил среднюю школу во Враце вместе с Георгием Дамьяновы, Гаврилом Геновым, Димитаром Пырвановым, Аврамом Стояновым и другими.
Участвовал в Первой мировой войне (1914—1918). в 1918 году был участником Владайского восстания.
Позже изучал право в Софийском университете, по окончании которого работал адвокатом в г. Монтана.
Принимал активное участие в подготовке Сентябрьского восстания 1923 года в качестве члена Окружного военно-революционного комитета. Был командиром Гушанского отряда и первым помощником Гаврила Генова. Во время восстания руководил действиями в г. Берковица, в ходе которых Его отряд захватил железнодорожную станцию города Берковица.
После поражения восстания бежал в Югославию. В 1924 году нелегально вернулся в Болгарию для участия в подготовке нового восстания. Скрывался в доме родителей Александра Жендова. В 1924 году был назначен секретарём райкома БКП во Враца.
После террористического акта, организованного коммунистами 16 апреля 1925 года был убит властями Александра Цанкова.
По решению правительства Болгарии его родное село в 1947 году было переименовано в Замфирово.
Там же ему установлен памятник.